# George Washington Cable
George Washington Cable, född 12 oktober 1844 i New Orleans, död 31 januari 1925, var en amerikansk författare.
Cable var först bokhållare, därefter soldat i de konfedererades armé under amerikanska inbördeskriget. Cable skildrade kreolernas liv i Louisiana, en dittills okänd och icke behandlad fas av det moderna Amerika. Efter Old creole days (1879) följde The grandissimos (1880) och Dr Sevier (2 bd, 1884), The creoles of Louisiana (s.å.), The silent south (1885) och The negro question (1890), de sistnämnda socialekonomiska undersökningar. Bland hans senare berättelser kan nämnas John March, southerner (1895), The cavalier (1901) och Bylow hill (1902). På svenska publicerades "Ur creolernas lif" 1883.